# Sci alpino ai XXI Giochi olimpici invernali - Discesa libera femminile
Tra le competizioni dello sci alpino ai XXI Giochi olimpici invernali di Vancouver 2010 la discesa libera femminile si disputò mercoledì 17 febbraio sulla pista Franz's di Whistler; le statunitensi Lindsey Vonn e Julia Mancuso vinsero rispettivamente la medaglia d'oro e quella d'argento e l'austriaca Elisabeth Görgl quella di bronzo. La Vonn fu la prima statunitense a vincere l'oro olimpico nella discesa libera.
Detentrice uscente del titolo era l'austriaca Michaela Dorfmeister, che aveva vinto la gara dei XX Giochi olimpici invernali di Torino 2006 disputata sul tracciato di San Sicario precedendo la svizzera Martina Schild (medaglia d'argento) e la svedese Anja Pärson (medaglia di bronzo); la campionessa mondiale in carica era la stessa Vonn, vincitrice a Val-d'Isère 2009 davanti alla svizzera Lara Gut e all'italiana Nadia Fanchini.

## Risultati
| Pos. | Atleta                     | Nazione       | Tempo   | Distacco |
| ---- | -------------------------- | ------------- | ------- | -------- |
| 1    | Lindsey Vonn               | Stati Uniti   | 1:44,19 |          |
| 2    | Julia Mancuso              | Stati Uniti   | 1:44,75 | +0,56    |
| 3    | Elisabeth Görgl            | Austria       | 1:45,75 | +1,46    |
| 4    | Andrea Fischbacher         | Austria       | 1:45,68 | +1,49    |
| 5    | Fabienne Suter             | Svizzera      | 1:46,17 | +1,98    |
| 6    | Britt Janyk                | Canada        | 1:46,21 | +2,02    |
| 7    | Marie Marchand-Arvier      | Francia       | 1:46,22 | +2,03    |
| 8    | Maria Riesch               | Germania      | 1:46,26 | +2,07    |
| 9    | Lucia Recchia              | Italia        | 1:46,50 | +2,31    |
| 10   | Gina Stechert              | Germania      | 1:46,93 | +2,74    |
| 11   | Stacey Cook                | Stati Uniti   | 1:46,98 | +2,79    |
| 12   | Nadia Styger               | Svizzera      | 1:47,22 | +3,03    |
| 13   | Chemmy Alcott              | Gran Bretagna | 1:47,31 | +3,12    |
| 14   | Regina Mader               | Austria       | 1:47,53 | +3,34    |
| 15   | Carolina Ruiz              | Spagna        | 1:47,62 | +3,43    |
| 16   | Emily Brydon               | Canada        | 1:47,88 | +3,69    |
| 17   | Aurélie Revillet           | Francia       | 1:47,92 | +3,73    |
| 18   | Tina Maze                  | Slovenia      | 1:47,94 | +3,75    |
| 19   | Nadja Kamer                | Svizzera      | 1:48,14 | +3,95    |
| 20   | Maruša Ferk                | Slovenia      | 1:48,24 | +4,05    |
| 21   | Shona Rubens               | Canada        | 1:48,53 | +4,34    |
| 22   | Johanna Schnarf            | Italia        | 1:48,77 | +4,58    |
| 23   | Ingrid Jacquemod           | Francia       | 1:48,85 | +4,66    |
| 24   | Alexandra Coletti          | Monaco        | 1:48,92 | +4,73    |
| 25   | Anna Fenninger             | Austria       | 1:49,95 | +5,76    |
| 26   | Elena Prosteva             | Russia        | 1:50,07 | +5,88    |
| 27   | Šárka Záhrobská            | Rep. Ceca     | 1:50,6  | +6,49    |
| 28   | Mireia Gutiérrez           | Andorra       | 1:52,67 | +8,68    |
| 29   | María Belén Simari Birkner | Argentina     | 1:53,62 | +9,43    |
| 30   | Jessica Lindell Vikarby    | Svezia        | 1:53,76 | +9,57    |
| 31   | Macarena Simari Birkner    | Argentina     | 1:54,25 | +10,06   |
| 32   | Agnieszka Gąsienica-Daniel | Polonia       | 1:55,10 | +10,91   |
| 33   | Maria Kirkova              | Bulgaria      | 1:56,80 | +12,61   |
| 34   | Noelle Barahona            | Cile          | 1:57,47 | +13,28   |
| 35   | Anna Berecz                | Ungheria      | 1:57,86 | +13,67   |
| 36   | Ljudmila Fedotova          | Kazakistan    | 2:01,58 | +17,39   |
| 37   | Klára Křížová              | Rep. Ceca     | 2:09,27 | +25,08   |
|      | Dominique Gisin            | Svizzera      | DNF     | DNF      |
|      | Daniela Merighetti         | Italia        | DNF     | DNF      |
|      | Marion Rolland             | Francia       | DNF     | DNF      |
|      | Anja Pärson                | Svezia        | DNF     | DNF      |
|      | Elena Fanchini             | Italia        | DNF     | DNF      |
|      | Edit Miklós                | Romania       | DNF     | DNF      |
|      | Alice McKennis             | Stati Uniti   | DSQ     | DSQ      |
|      | Georgia Simmerling         | Canada        | DNS     | DNS      |

Legenda:

DNF = prova non completata

DSQ = squalificata

DNS = non partita

Pos. = posizione

Ore: 11.00 (UTC-8)

Pista: Franz's

Partenza: 1 595 m s.l.m.

Arrivo: 825 m s.l.m.

Lunghezza: 2 939 m

Dislivello: 770 m

Porte: 43 m

Tracciatore: Jan Tischhauser (FIS)